# الكبار الـ4
الكبار الـ4 (بالإنجليزية: The Big 4)‏ هو فيلم أكشن كوميدي إندونيسي لعام 2022 من تأليف وإخراج تيمو تجاهجانتو. تم إصداره بواسطة نتفليكس في 15 ديسمبر 2022، وهو يحكي قصة أربعة قتلة متقاعدين - يلعب دورهم أبيمانا أرياساتيا ولوتيشا وآري كريتينج وكريستو إيمانويل - الذين يعودون إلى العمل عندما يتقاطعون مع شرطي ذو سهم مستقيم (بوتري مارينو). الذي عقد العزم على تعقب قاتل بعيد المنال.
عند الإصدار، تم تصنيف الفيلم ضمن أفضل 10 أفلام مشاهدة في 53 دولة، بما في ذلك إندونيسيا، حيث كان الفيلم الأعلى تصنيفًا. أعرب تجاهجانتوعن نيته تطوير تكملة.